# Herb Barda
Herb Barda – jeden z symboli miasta Bardo i gminy Bardo w postaci herbu, ustanowiony uchwałą rady miejskiej nr XXIX/209/13 z 18 września 2013.

## Wygląd i symbolika
Herbem gminy jest postać siedzącej na czerwonym tronie Matki Boskiej w niebieskiej szacie i w koronie. Matka Boska na lewym ręku trzyma Jezusa, który w wyciągniętej ręce trzyma jabłko. Głowy obu postaci znajdują się w aureoli. Herb przedstawiony jest na żółtym tle z czarnym otokiem. Godło herbowe nawiązuje do miejscowego sanktuarium maryjnego z pochodzącą z XIII wieku drewnianą figurą Madonny na tronie. Jako wzór herbu Barda służyła rycina z książki „Miasta polskie w tysiącleciu”.